# 브렌트퍼드 커뮤니티 스타디움
브렌트퍼드 커뮤니티 스타디움(Brentford Community Stadium)은 잉글랜드의 축구 경기장이다. 영국 잉글랜드 하운즐로구 브렌트퍼드 위치해 있다. 프리미어리그에 소속되어 있는 팀인 브렌트퍼드 FC의 홈구장으로 사용되고 있다.